# Paris (hrabstwo Grant)
Paris – miasto w Stanach Zjednoczonych, w stanie Wisconsin, w hrabstwie Grant.